# Pala (Mortágua)
Pala is een plaats (freguesia) in de Portugese gemeente Mortágua en telt 1042 inwoners (2001).